# Горскіно (Талицький міський округ)
Го́рскіно (рос. Горскино) — село у складі Талицького міського округу Свердловської області.
Населення — 237 осіб (2010, 338 у 2002).
Національний склад станом на 2002 рік: росіяни — 98 %.